# Skomoroșe, Ciortkiv
Skomoroșe (în ucraineană Скомороше) este un sat în comuna Zvîneaci din raionul Ciortkiv, regiunea Ternopil, Ucraina.

## Demografie
Componența lingvistică a localității Skomoroșe
     Ucraineană (99,37%)
     Alte limbi (0,63%)
Conform recensământului din 2001, majoritatea populației localității Skomoroșe era vorbitoare de ucraineană (99,37%), existând în minoritate și vorbitori de alte limbi.